# Cellule M
Les cellules M (ou Microfold cells, qui se traduit par cellules à plis microscopiques) font partie du tissu lymphoïde associé au tube digestif (GALT), à savoir les plaques de Peyer de l'intestin grêle et du tissu lymphoïde associé aux muqueuses (MALT) dans d'autres parties du tractus gastro-intestinal. Ces cellules sont connues pour initier des réponses du système immunitaire des muqueuses sur la membrane apicale des cellules M et permettre le transport de microbes et de particules à travers la paroi intestinale, les captant dans la lumière intestinale pour les mener jusqu'à la lamina propria où des interactions avec les cellules immunitaires peuvent avoir lieu. 
Contrairement à leurs cellules voisines, les cellules M ont la capacité unique d'absorber par endocytose, phagocytose ou transcytose, les antigènes situés dans la lumière de l'intestin grêle. Les antigènes sont délivrés aux cellules présentatrices d'antigène, telles que les cellules dendritiques et les lymphocytes B. Les cellules M expriment la protéase (ou peptidase) cathepsine E, comme les autres cellules présentatrices d'antigène. Ce processus se déroule dans une structure unique en forme de poche sur leur face basolatérale. Les antigènes sont reconnus via l'expression de récepteurs à la surface des cellules, tels que la glycoprotéine-2 (GP2), qui détectent et se lient spécifiquement aux bactéries. La protéine prion cellulaire (PrP) est un autre exemple de récepteur à la surface des cellules M. 
Les cellules M sont dépourvues de microvillosités mais, comme d’autres cellules épithéliales, elles se caractérisent par des jonctions intercellulaires puissantes. Cela constitue une barrière physique qui constitue une ligne de défense importante entre le contenu de l'intestin et le système immunitaire de l'hôte. Malgré la barrière épithéliale, certains antigènes peuvent infiltrer la barrière des cellules M et infecter les cellules épithéliales voisines ou pénétrer dans la paroi intestinale. 

## Structure
Les cellules M se distinguent des autres cellules épithéliales intestinales par leurs différences morphologiques. Elles se caractérisent par leurs microvillosités qui sont courtes voire absentes à leur face apicale. Lorsqu'elles présentent des microvillosités, elles sont courtes, irrégulières et présentes sur la surface apicale ou sur une invagination en forme de poche sur la surface basolatérale de ces cellules.  Lorsqu'elles sont dépourvues de microvillosités, elles se caractérisent par leurs microplis, ce qui explique leur nom courant. Ces cellules sont beaucoup moins abondantes que les entérocytes. Elles peuvent également être identifiées par des composants du cytosquelette et de la matrice extracellulaire exprimés au bord ou à la surface de leurs cellules, tels que l'actine, la villine, la cytokératine et la vimentine. 

## Développement
Les facteurs favorisant la différenciation des cellules M doivent encore être élucidés, mais on pense qu'ils se développent en réponse aux signaux des cellules immunitaires trouvées dans les plaques de Peyer en développement. Les cellules B ont été impliquées dans le développement des cellules M, car elles sont également localisées en grand nombre dans l'épithélium associé aux follicules (EAF).  Le manque de population de cellules B dans l'EAF entraîne une diminution du nombre de cellules M tapissant les plaques de Peyer. De même, il est également connu qu'une lignée de cellules de lymphome humain subit une transition des cellules d'adénocarcinome en cellules M. 
Bien que de nombreuses études aient montré que différents types de cellules dirigent la différenciation des cellules M, de nouvelles recherches caractérisent les voies moléculaires qui guident la différenciation des cellules M. Plus récemment, lors d'études de perte de fonction et de phénotype de sauvetage, il a été démontré que RANKL est un activateur des récepteurs du ligand de NF-κB et joue un rôle dans la différenciation des cellules M. RANKL est exprimé dans tout l'intestin grêle, facilite l'absorption d'agents pathogènes tels que Salmonella et constitue le facteur de différenciation cellulaire le plus critique. Les microbes trouvés sur l'épithélium intestinal sont connus pour diriger le développement des cellules M.  Par exemple, la protéine effectrice du système de sécrétion de type III, SopB, active la transition des entérocytes en cellules M. Les cellules M subissent le processus de différenciation jusqu'à quatre jours avant d'atteindre leur pleine maturation. Des études récentes ont suggéré qu'ils proviennent distinctement des lignées lymphoïdes et myéloïdes. 
Les agents pathogènes peuvent tirer parti des voies de différenciation cellulaire pour envahir les cellules hôtes. Cela se fait en induisant la différenciation des entérocytes en cellules M dans l'épithélium intestinal. Dans un cas, la protéine effectrice SopB mentionnée ci-dessus est sécrétée pour déclencher une différenciation rapide des entérocytes localisés dans l'EAF par l'initiation d'une transition des cellules épithéliales en cellules mésenchymateuses.  Lorsque SopB active la différenciation des entérocytes, il agit via l'activation de la voie de signalisation Wnt/b-caténine et déclenche le RANKL et son récepteur, impliqués dans la régulation de l'apoptose cellulaire.

## Leur fonction
Les cellules M ne sécrètent ni mucus ni enzymes digestives et ont un glycocalyx plus mince, ce qui leur permet d'avoir facilement accès à la lumière intestinale pour l'endocytose d'antigènes. La fonction principale des cellules M est l'endocytose sélective d'antigènes et leur transport vers des macrophages et des lymphocytes intraépithéliaux, qui migrent ensuite vers les ganglions lymphatiques où une réponse immunitaire peut être initiée. 

### Immunité passive
Les cellules M jouent un rôle dans l'immunité passive ou dans le transfert de l'immunité humorale active pendant et après la grossesse. Les nourrissons ont recours à des anticorps spécifiques des antigènes intestinaux de leur mère, qui se déplacent du tube digestif de la mère et pénètrent dans le lait maternel.  Ces anticorps atteignent le lait via le système lymphatique. Bien que le mécanisme de ce transport ne soit pas complètement compris, on suppose que les cellules dendritiques et les macrophages jouent le rôle de véhicules de transport. Chez les femmes qui ne sont pas en lactation, lorsque les cellules M reconnaissent l'antigène dans l'intestin, elles stimulent la production de nombreux anticorps anti-immunoglobuline A (IgA). Ces anticorps sont libérés dans la muqueuse intestinale, les glandes salivaires et les ganglions lymphatiques. Cependant, chez les femmes en lactation, les cellules M reconnaissent l’antigène et les IgA sont dirigées de l’intestin vers la glande mammaire. Les IgA voyageant des intestins au lait maternel sont contrôlées par les hormones, les chimiokines et les cytokines. Ainsi, la glande mammaire et le lait maternel ont des rôles importants aux côtés des cellules M dans le système immunitaire muqueux.

## Signification clinique
La voie des cellules M est utilisée par plusieurs  bactéries pathogènes Gram-négatives, y compris Shigella flexneri, Salmonella typhimurium, et Yersinia pseudotuberculosis, ainsi que par les infections à prions, comme dans l'encéphalopathie spongiforme bovine (maladie de la vache folle), comme un moyen de pénétrer dans l'épithélium intestinal. L'utilisation de cette voie en tant que facteur de virulence dépend de la capacité de l'agent pathogène à se lier aux cellules M qui leur permettent ainsi la pénétration, de par la capacité des cellules M de prélever des échantillons du contenu de l'intestin. Les plasmides contenant des gènes EPEC (voir Escherichia coli entéropathogènes) avec des gènes pour l'EAF (facteur d'adhérence de Escherichia coli) adhéreront aux cellules M. Les cellules M sont également exploitées par des virus tels que Polio et Réovirus pour permettre leur dissémination. On a constaté que le VIH trophique pour CXCR4 mais pas celui trophique pour CCR5  était capable de se lier aux cellules M et d’être transporté à travers l’épithélium par celles-ci.

## Voir également
- Liste des types de cellules humaines dérivées des couches germinales